# Tall Ajjub
Tall Ajjub (arab. تل أيوب) – miejscowość w Syrii, w muhafazie Aleppo. W 2004 roku liczyła 2558 mieszkańców.